# Ленін-Буляк
Ле́нін-Буля́к (рос. Ленин-Буляк, башк. Ленин-Бүләк) — присілок у складі Бураєвського району Башкортостану, Росія. Входить до складу Кашкалевської сільської ради.
Населення — 4 особи (2010; 12 у 2002).
Національний склад:
- башкири — 92 %